# Partido judicial de Casas-Ibáñez
El Partido judicial de Casas-Ibáñez  es uno de los 31 partidos judiciales en los que se divide la comunidad autónoma de Castilla-La Mancha, siendo el partido judicial n.º 7  de la provincia de Albacete.
El ámbito territorial, que viene regulado por el Real Decreto 529/1983, de 9 de marzo, comprende los municipios de:
Abengibre, Alborea, Alcalá del Júcar, Balsa de Ves, Casas de Juan Núñez, Casas de Ves, Casas-Ibáñez, Cenizate, Fuentealbilla, Golosalvo, Jorquera, Mahora, Motilleja, Navas de Jorquera, Pozo-Lorente, La Recueja, Villa de Ves, Villamalea, Villatoya y Villavaliente.